# Nicolas Daneau
Nicolas Daneau est un musicien, pédagogue et compositeur belge, né à Binche le 17 juin 1866 et décédé à Bruxelles le 12 juillet 1944.

## Biographie
Nicolas Daneau naît à Binche, en région hennuyère, le 17 juin 1866. Il entame ses études musicales à l'Académie de musique de Charleroi et les poursuit au Conservatoire Royal de Gand où il est l'élève d'Adolphe Samuel. Dans cet établissement, il conquiert un Premier Prix de fugue en 1891. En 1895, il remporte un Second Prix de Rome (belge) de composition, avec la Cantate Callirhoé.
En 1895, il fonde la Société des Concerts du Bassin de Charleroi.
L'année suivante, en 1896, il devient directeur de l'Académie de Musique de Tournai. Parallèlement à la Société des Concerts de Tournai fondée quelques années auparavant par le baron Alphonse Stiénon du Pré et orientée vers l'oratorio, il organise des concerts à caractère symphonique et lyrique faisant une large place aux compositeurs belges.
Sous son impulsion, l'Académie de Tournai se développe et augmente ses effectifs. En 1913, elle prend le titre de Conservatoire Communal.
Nicolas Daneau quitte le Conservatoire de Tournai en 1919 pour diriger l'Académie de Musique de Mons, jusqu'en 1931.
En 1910, il crée le Jury des Études Musicales qui, par ses programmes, exercera une influence sur l'enseignement musical belge.
À l'issue de la première guerre mondiale, dans le cadre du programme social hennuyer (créé par le Paul Pastur) les Loisirs de l'Ouvrier, il institue les Tournois musicaux du Hainaut entre sociétés musicales d'amateurs.
Il décède à Bruxelles le 12 juillet 1944.
Nicolas Daneau est le père de Suzanne Daneau, compositrice.

## Décorations
- Chevalier de l'ordre de Léopold
- Officier de l'Instruction publique (France)

## Œuvre
Son catalogue se compose d'une centaine d'œuvres écrites entre 1892 et 1944. On y trouve des cantates, des chœurs, un opéra-idylle, un drame lyrique, de la musique de chambre, des pièces pour harmonies et fanfares.
Parmi celles-ci, les plus marquantes sont :
- pour orchestre : Villes d'Italie, Adimah et Hèva, À Arles, Caprice wallon sur El'Doudou, Petite Suite ;
- opéra : Linario, Myrtis, Gueule cassée, Le Sphynx, La Chasse du Roy, À la piedigrotta napolitaine.

Nicolas Daneau compose la partie musicale du Cortège-Tournoi qui, à Tournai en 1913, retrace la Joyeuse Entrée d'Henri VIII, roi d'Angleterre.
Il est également l'auteur de trois ouvrages pédagogiques.
Nicolas Daneau compose aussi de la musique maçonnique.

#### Ouvrages généraux
- L. J. Beatrice, Daneau. Histoire d'une famille d'artistes. Episodes et dessous de la vie musicale en Belgique, Bruxelles, Bosworth & C°, 1945.
- Le tournoi d'Henri VIII, La reconstitution en 1913 du tournoi donné par Henry VIII lors de sa joyeuse entrée en 1513, Wapica, 2006.
- Stéphane Detournay, « Alphonse Stiénon du Pré : esthète, mécène et homme politique », Le Courrier de Saint-Grégoire, no 106 « revue de l'AMSG »,‎ 2022-23.
- Gaston Lefebvre, Biographies Tournaisiennes des XIXe et XXe siècles, Archéologie Industrielle de Tournai, 1990.
- Thierry Levaux, Dictionnaire des compositeurs de Belgique du Moyen Âge à nos jours, Ohain-Lasnes, Art in Belgium, 2006 (ISBN 2-930338-37-7).
- Visages de la Franc-Maçonnerie à Tournai  (ouvrage collectif), Memogrames, 2006.

#### Articles
- Henri Heugel, Le Ménestrel, Paris, 1896 (lire sur Wikisource), « Nouvelles diverses et concerts », p. 213-216.